# Lucernaria sainthilarei
Lucernaria sainthilarei är en nässeldjursart som först beskrevs av Radicorzew.  Lucernaria sainthilarei ingår i släktet Lucernaria och familjen Lucernariidae.
Artens utbredningsområde är Norra Ishavet. Inga underarter finns listade i Catalogue of Life.